# George Boole
George Boole (2. listopadu 1815 Lincoln – 8. prosince 1864 Ballintemple u Corku) byl britský matematik a filosof, známý jako objevitel základů moderní aritmetiky, nazvané později Booleovou algebrou. V současnosti se Booleova algebra široce uplatňuje v odvětvích telekomunikací a výpočetní techniky. Je díky tomu považován za zakladatele informatiky, ačkoli v jeho době nebylo o počítačích ani uvažováno.

## Život
Narodil se v rodině nemajetného  obuvníka Johna Boola jako první ze čtyř dětí. Otec měl jen základní školní vzdělání,  ale velký zájem  o exaktní obory a svého syna vyučoval sám. Ten už v dětství projevoval velké nadání pro matematiku a cizí jazyky.  Latinskou poezii překládal jako dvanáctiletý, sám se učil starou řečtinu. Ve čtrnácti už uměl německy, italsky a francouzsky. Navštěvoval ústav mechaniky v Lincolnu, kde ho zvláště Edward Bromhead doučil v matematice. Protože rodina neměla dost peněz, nemohl ve studiu pokračovat. A tak jako samouk prostudoval díla Isaaca Newtona, francouzských matematiků Pierra-Simona Laplacea a  Josepha-Louise Lagrangea a dalších.
V šestnácti letech se stal pomocným učitelem v soukromé škole v Doncasteru. Krátce učil na dalších soukromých školách v Liverpoolu a Wadingtonu, kde byl ředitelem jeho strýc. V roce 1834 si otevřel vlastní školu v Lincolnu. Po strýcově smrti se v roce 1838 stal ředitelem waddingonské akademie. Rodiče i sourozence, kteří byli odkázáni na jeho příjmy, přestěhoval do Waddingtonu. Zde napsal své první pojednání o diferenciálních rovnicích pro cambridgeský matematický časopis. V roce 1840 se  vrátil do Lincolnu, kde založil internátní školu pro mladé gentlemany. Rodiče a sourozenci mu pomáhali zajišťovat provoz školy.
Studoval invarianty lineárních transformací a operátory v analýze. V roce 1844 zaslal do časopisu Královské společnosti článek O obecné metodě v analýze (On a General Method in Analysis), který byl oceněn zlatou medailí. Jeho další zájem se soustředil na logiku. V roce 1847 vydal  pojednání Matematická analýza logiky (The Mathematical Analysis of Logic), o rok později Kalkul logiky (The Calculus of Logic). Podle Boolova přesvědčení logické výroky mohou být vyjádřeny pomocí algebraických rovnic, logika by měla být součástí matematiky. Tyto práce mu přinesly uznání a i když neměl ukončené vysokoškolské vzdělání, byl v roce 1849  jmenován profesorem matematiky na Queen's College v irském Corku (dnes University College Cork). V roce 1851 byl jmenován děkanem fakulty matematiky. Jeho nejdůležitější práce o algebraické logice Zákony myšlení (The Laws of Thought) vyšla roku 1854. Vyšel z dvojkové číselné soustavy (binárních čísel), jak ji ve druhé polovině 17. století vyvinul německý učenec Gottfried Wilhelm Leibniz.
V roce 1855 se oženil s Mary Everestovou, s níž ho spojoval zájem o matematiku. Měli spolu pět dcer. Rodina žila ve velkém domě v Ballingtemple na předměstí Corku. Byl dobrý klavírista, zajímal se o fotografování. V roce 1854 byl zvolen předsedou Cuvierian Society v Corku, společnosti, která měla spojovat lidí mající zájem o pěstování vědy, literatury a umění.  
Roku 1857 byl George Boole přijat za člena britské Královské společnosti. Pokračoval v publikování prací o diferenciálních rovnicích, v nichž předložil  přehled obecných symbolických metod a obecnou analytickou metodu. Jeho články vycházely nejen v britských, ale také německých a ruských vědeckých časopisech. Celkem napsal okolo 50 článků z různých oborů matematiky. Byl jmenován čestným doktorem práv Univerzity v Dublinu a čestným doktorem civilního práva v Oxfordu.
Zemřel ve věku 49 let na zápal plic nedlouho po narození dcery Ethel. Pochován byl  na hřbitově u kostela svatého Michaela na předměstí Corku. Během několika posledních let svého života pracoval na druhém vydání svých Diferenciálních rovnic (Differential Equations), ale dílo již nedokončil.  
Univerzita v Corku pojmenovala na jeho počest centrum pro informatiku (Boole Centre for Informatics). Jedno vitrážové okno katedrály v Lincolnu je věnováno památce George Boola. 
V roce 1967 byl po Booleovi pojmenován kráter na Měsíci.
Asi 70. let po Boolově smrti americký matematik Claude Shannon v diplomové práci ukázal,  jak se Boolova algebra dá využít při konstrukci složitých sítí přepínačů (relé). Ty totiž mohou také nabývat dvě „hodnoty“: zapnuto a vypnuto. Využití Boolovy algebry se pak rozšířilo s rozvojem počítačů založených na dvojkové soustavě.